# Augustów (gmina wiejska)
Augustów – gmina wiejska w województwie podlaskim, w powiecie augustowskim. Siedzibą władz gminy jest Augustów (nie należy jednak do gminy i tworzy osobną gminę miejską).

## Struktura powierzchni
Według danych z roku 2002 gmina Augustów ma obszar 266,52 km², w tym:
- użytki rolne: 59%
- użytki leśne: 31%

Gmina stanowi 16,07% powierzchni powiatu.

## Demografia

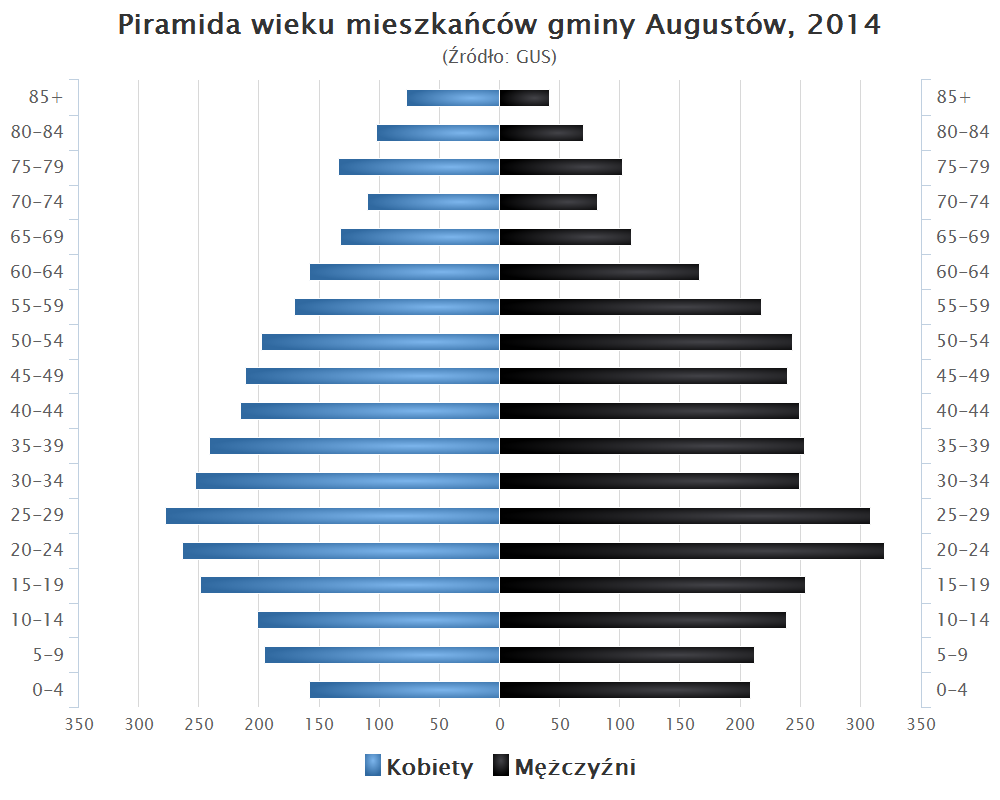
Piramida wieku mieszkańców gminy Augustów w 2014 roku

Dane z 30 czerwca 2008:
| Opis                              | Ogółem | Ogółem | Kobiety | Kobiety | Mężczyźni | Mężczyźni |
| --------------------------------- | ------ | ------ | ------- | ------- | --------- | --------- |
| jednostka                         | osób   | %      | osób    | %       | osób      | %         |
| populacja                         | 6576   | 100    | 3181    | 48,37   | 3395      | 51,63     |
| gęstość zaludnienia (mieszk./km²) | 24,67  | 24,67  | 11,94   | 11,94   | 12,74     | 12,74     |

## Zabytki
Pomnik historii
Na terenie gminy Augustów leży część Kanału Augustowskiego, będącego pomnikiem historii. W gminie znajdują się takie elementy kanału, jak śluzy (Białobrzegi, Borki), stopnie wodne, jazy, upusty młyńskie, zabudowania obsługi kanału.
Rejestr zabytków
Do rejestru zabytków Narodowego Instytutu Dziedzictwa wpisane są następujące obiekty z terenu gminy Augustów:
- molenna w Gabowych Grądach, 1948,  nr rej.: 580 z 10.03.1989
- kościół parafialny pw. Zwiastowania NMP w Janówce, pocz. XX w., nr rej.: A-979 z 5.10.1993
- zespół dworski (dwór drewniany i park) we wsi Netta-Folwark, XIX/XX w., nr rej.: 411 z 3.08.1983
- kaplica przydrożna drewniana w Żarnowie Drugim, 1859, nr rej.: 526 z 7.10.1986

Ewidencja zabytków
W Ewidencji Zabytków Województwa Podlaskiego znajdują się poniższe zabytki nieruchome z gminy Augustów.
| Zabytki nieruchome gminy Augustów w Ewidencji Zabytków Województwa Podlaskiego | Zabytki nieruchome gminy Augustów w Ewidencji Zabytków Województwa Podlaskiego | Zabytki nieruchome gminy Augustów w Ewidencji Zabytków Województwa Podlaskiego | Zabytki nieruchome gminy Augustów w Ewidencji Zabytków Województwa Podlaskiego | Zabytki nieruchome gminy Augustów w Ewidencji Zabytków Województwa Podlaskiego |
| Lp.                                                                            | Nr                                                                             | Położenie                                                                      | Nazwa                                                                          | Nr decyzji i data                                                              |
| ------------------------------------------------------------------------------ | ------------------------------------------------------------------------------ | ------------------------------------------------------------------------------ | ------------------------------------------------------------------------------ | ------------------------------------------------------------------------------ |
| 1.                                                                             | 108                                                                            | Biała Glina                                                                    | cmentarz wojenny z okresu I wojny światowej                                    |                                                                                |
| 2.                                                                             | 109                                                                            | Białobrzegi                                                                    | cmentarz wojenny z okresu I wojny światowej                                    |                                                                                |
| 3.                                                                             | 110                                                                            | Białobrzegi                                                                    | biblioteka publiczna                                                           |                                                                                |
| 4.                                                                             | 111                                                                            | Białobrzegi                                                                    | młyn wodny                                                                     |                                                                                |
| 5.                                                                             | 112                                                                            | Białobrzegi                                                                    | strażnica wodna                                                                | 5 z dn. 09.02.1979                                                             |
| 6.                                                                             | 113                                                                            | Białobrzegi                                                                    | Kanał Augustowski, stopień wodny piętrzący                                     | 5 z dn. 09.02.1979                                                             |
| 7.                                                                             | 114                                                                            | Białobrzegi                                                                    | Kanał Augustowski, śluza                                                       | 5 z dn. 09.02.1979                                                             |
| 8.                                                                             | 115                                                                            | Białobrzegi                                                                    | Kanał Augustowski, jaz                                                         | 5 z dn. 09.02.1979                                                             |
| 9.                                                                             | 116                                                                            | Białobrzegi                                                                    | Kanał Augustowski, upust młyński                                               | 5 z dn. 09.02.1979                                                             |
| 10.                                                                            | 117                                                                            | Gabowe Grądy                                                                   | układ ruralistyczny                                                            |                                                                                |
| 11.                                                                            | 118                                                                            | Gabowe Grądy                                                                   | molenna staroobrzędowców                                                       | 580 z dn. 10.03.1989                                                           |
| 12.                                                                            | 119                                                                            | Gabowe Grądy                                                                   | cmentarz staroobrzędowców                                                      |                                                                                |
| 13.                                                                            | 120                                                                            | Gabowe Grądy                                                                   | bania (łaźnia parowa)                                                          |                                                                                |
| 14.                                                                            | 121                                                                            | Gabowe Grądy                                                                   | zagroda wiejska nr 19                                                          |                                                                                |
| 15.                                                                            | 122                                                                            | Gliniski                                                                       | budynek mieszkalny – chałupa nr 13                                             |                                                                                |
| 16.                                                                            | 123                                                                            | Gliniski                                                                       | schron bojowy, 250 m na pół.-zach. od siedliska nr 18                          |                                                                                |
| 17.                                                                            | 124                                                                            | Gliniski                                                                       | schron bojowy, 250 m na pół.-zach. od siedliska nr 18                          |                                                                                |
| 18.                                                                            | 125                                                                            | Grabowo                                                                        | mogiły żołnierskie z okresu II wojny światowej                                 |                                                                                |
| 19.                                                                            | 126                                                                            | Grabowo                                                                        | budynek mieszkalny – chałupa nr 2                                              |                                                                                |
| 20.                                                                            | 127                                                                            | Janówka                                                                        | kościół parafialny pw. Zwiastowania NMP                                        | 979 z dn. 05.10.1993                                                           |
| 21.                                                                            | 128                                                                            | Janówka                                                                        | cmentarz rzymskokatolicki                                                      |                                                                                |
| 22.                                                                            | 129                                                                            | Kolnica                                                                        | cmentarz rzymskokatolicki                                                      |                                                                                |
| 23.                                                                            | 130                                                                            | Netta Folwark                                                                  | dwór drewniany z przyległymi pozostałościami parku                             | 411 z dn. 03.08.1983                                                           |
| 24.                                                                            | 131                                                                            | Netta Folwark                                                                  | strażnica wodna, stopień wodny piętrzący „Borki”                               | 5 z dn. 09.02.1979                                                             |
| 25.                                                                            | 132                                                                            | Netta Folwark                                                                  | stopień wodny piętrzący „Borki”                                                | 5 z dn. 09.02.1979                                                             |
| 26.                                                                            | 133                                                                            | Netta Folwark                                                                  | Kanał Augustowski, śluza „Borki”                                               | 5 z dn. 09.02.1979                                                             |
| 27.                                                                            | 134                                                                            | Netta Folwark                                                                  | Kanał Augustowski, jaz „Borki”                                                 | 5 z dn. 09.02.1979                                                             |
| 28.                                                                            | 135                                                                            | Netta Folwark                                                                  | Kanał Augustowski, jaz „spichlerzysko”                                         | 5 z dn. 09.02.1979                                                             |
| 29.                                                                            | 136                                                                            | Promiski                                                                       | schron bojowy                                                                  |                                                                                |
| 30.                                                                            | 137                                                                            | Promiski                                                                       | schron bojowy                                                                  |                                                                                |
| 31.                                                                            | 138                                                                            | Promiski                                                                       | schron bojowy                                                                  |                                                                                |
| 32.                                                                            | 139                                                                            | Rutki Stare                                                                    | budynek mieszkalny – chałupa nr 22                                             |                                                                                |
| 33.                                                                            | 140                                                                            | Turówka                                                                        | cmentarz rzymskokatolicki                                                      |                                                                                |
| 34.                                                                            | 141                                                                            | Żarnowo Drugie                                                                 | kapliczka przydrożna                                                           | 526 z dn. 07.10.1986                                                           |

Zabytki archeologiczne
W ewidencji zabytków gminy Augustów znajduje się 214 stanowisk archeologicznych (nieujętych w wojewódzkiej ewidencji zabytków i niewpisanych do rejestru zabytków województwa podlaskiego). Są to tzw. stanowiska płaskie bez walorów krajobrazowych, jedynie na cmentarzysku w Netcie znajdowały się trzy kurhany, obecnie jednak nieistniejące. Stanowiska archeologiczne zgrupowane są w miejscowościach: Białobrzegi, Biernatki, Bór, Chomontowo, Czarnucha, Czerkiesy, Gabowe Grądy, Gliniski, Grabowo, Jabłońskie, Janówka, Jeziorki, Kolnica, Komaszówka, Mazurki, Netta Pierwsza, Netta Druga, Netta-Folwark, Osowy Grąd, Ponizie, Posielanie, Promiski, Pruska Mała, Pruska Wielka, Rzepiski, Świderek, Topiłówka, Turówka, Uścianki, Żarnowo Pierwsze, Żarnowo Drugie, Żarnowo Trzecie. Pod względem naukowym najwartościowsze są zespoły osad i obozowisk z epoki kamienia w Białobrzegach oraz w Netcie.

## Sołectwa
Białobrzegi, Biernatki, Bór, Chomontowo, Czarnucha, Gabowe Grądy, Gliniski, Grabowo-Kolonie, Grabowo-Wieś, Jabłońskie, Janówka, Jeziorki, Kolnica, Komaszówka, Mazurki, Mikołajówek, Netta I, Netta II, Netta-Folwark, Osowy Grąd, Ponizie, Posielanie, Promiski, Pruska Mała, Pruska Wielka, Rutki Nowe, Rutki Stare, Rzepiski, Świderek, Topiłówka, Turówka, Uścianki, Żarnowo Drugie, Żarnowo Pierwsze, Żarnowo Trzecie

## Miejscowości bez statusu sołectwa
Czerkiesy, Góry, Naddawki, Obuchowizna, Stuczanka, Topiłówka (osada leśna), Twardy Róg, Zielone

## Sąsiednie gminy
Augustów (gmina miejska), Bargłów Kościelny, Kalinowo, Nowinka, Płaska, Raczki, Sztabin.